# Ichtiosporidioza
Ichtiosporidioza (ichtiofonoza) ichthyosporidiosis – grzybicza choroba ryb wywoływana przez pasożytniczy grzyb Ichthyosporidium hoferi (Ichthyophonus hoferi). Występuje zarówno w wodach słodkich jak i słonych.

## Prolog
Początki identyfikacji choroby i powodującego ją patogenu sięgają początków XX wieku. W roku 1905 pasożyt został zidentyfikowany u ryb morskich i został nazwany Ichthyosporidium gasterophilum. W roku 1911 został zaliczony do grzybów i nadano mu nazwę Ichthyophonus hoferi. Atakuje najczęściej narządy wewnętrzne, rzadziej skrzela, mięśnie czy skórę.

## Etiologia
Grzyb I. hoferi tworzy owalne lub kuliste plazmodia wielkości 6-20 µm (młode) oraz do 110-210 µm u osobników starszych. Przybiera różne formy w wyniku zdolności do przystosowania się do różnych zmian zachodzących w danym środowisku. Ichtiosporidioza występuje najczęściej u ryb ozdobnych w hodowli akwariowej.

## Cykl rozwojowy
Cały cykl rozwojowy zachodzący w tkankach chorej ryby przebiega w postaci czterech faz rozwojowych, podobnych jak u kulorzęska. Stadium spoczynkowe czyli cysta jest formy kulistej, posiadającej żółto-brązową otoczkę o średnicy 110-210 µm. Takie stadium jest często „otaczane i więzione” różnymi komórkami obronnymi gospodarza. Jest to następstwo reakcji obronnej organizmu. Większe skupiska cyst w narządach tworzą dość duże guzki widoczne niekiedy nawet gołym okiem (średnica nawet do 2 mm).
Forma spoczynkowa lub przetrwalnikowa przekształca się w ameboidoblast zawierający liczne jednokomórkowe ameboidy. Otoczka ich ulega strawieniu, następnie ameboidy wydobywają się do przewodu pokarmowego. Stadium wędrujące ma postać plazmodium (niekiedy zwanego endokonidium). Jest kształtu kulistego lub owalnego.
Oprócz tego można wyróżnić tzw. cysty przetrwalnikowe, zdolne do przetrwania przez dłuższy czas w środowisku niesprzyjającym, zachowując swą zdolności do inwazji.
Po zjedzeniu takich cyst (np. narządy wewnętrzne, części mięśni innych ryb, zwierząt) w jelicie nowej ryby z tych cyst uwalniają się tzw. ameboblasty. Po rozerwaniu się otoczki na zewnątrz wydostają się spory, które poprzez błonę śluzową w przewodzie pokarmowym dostają się do układu krwionośnego a następnie tą drogą do różnych innych narządów.
Gdy już osiedlą się w nowym żywicielu, spory te otaczają się błoną a następnie powstają plazmodia (wielkości 200 µm – 1,5 mm) otoczone gromadą małych, potomnych. W strzępkach kiełkującej tam grzybni powstają tzw. endospory, które po uwolnieniu się dają początek nowym cystom. Spory te są również zdolne do migracji i mogą „kiełkować" w coraz to nowych miejscach atakując nowe narządy.

## Źródła infekcji
Droga zarażenia się ryby tym grzybem jest najczęściej drogą poprzez układ trawienny. Narządy atakowane przez tego grzyba to najczęściej: wątroba i nerki, rzadko w mięśniach. Obecność tego grzyba stwierdzono również w śledzionie, sercu, skrzelach, mózgu, tkance nerwowej oka, gonadach i w skórze właściwej. Przyczyną zakażenia może być również "żywy pokarm" widłonogi, oczlik, lub np. dafnia.
Spory grzyba ryb są bardzo oporne na niekorzystne warunki. W trudnych warunkach mogą przeżyć nawet przez 6 miesięcy. Są za to bardzo wrażliwe na wysoką (powyżej 20°C) jak i na niską temperaturę (poniżej —10 °C).

## Choroba
Ichtiofonoza może mieć przebieg ostry lub przewlekły w zależności od temperatury. Im wyższa, tym szybszy rozwój grzyba i choroby. W większości przypadków choroba ma charakter wolno rozwijającej się postaci. Może trwać długo, zatem straty w hodowli mogą być duże.

### Objawy kliniczne (rozpoznawanie)
Objawy kliniczne mogą być bardzo niewyraźne. W diagnozie należy wziąć pod uwagę posocznicę, jak też należy wykluczyć inna groźna chorobę mykobakteriozę, dającą bardzo podobne objawy. Pewną diagnozę można dopiero postawić po badaniach mikroskopowych.
Pierwsze objawy następują zwykle po ok. 14 dniach od momentu dostania się do przewodu pokarmowego ryby inwazyjnych form. Chore ryby w hodowli akwariowej gromadzą się w kątach akwarium. W początkowym okresie mogą występować tylko ciemne plamki na skórze lub też ściemnienie całego ciała.
Ryby są osłabione i zobojętniałe. Stopniowo chudną, podczas pływania występują zaburzenia ruchu i równowagi. Ryby kołyszą się lub poruszają się "skokowo". W przypadku osadzenia się w oczodole następuje jego wysadzenie, wytrzeszcz oka i następnie jego zniszczenie. Przy ataku na skrzela ryby mogą wykazywać objawy przyduchy (duszenie się).
Przy inwazji na powłoki zewnętrzne występuje charakterystyczna szorstkość łusek (spowodowana obecnością drobnych guzków w skórze), postrzępienie oraz martwica płetw. W końcowej fazie choroby całe ciało może być przerośnięte workowatą grzybnią z wystającymi na zewnątrz kulistymi cystami.
W miejscu gdzie powłoki zewnętrzne ulegają uszkodzeniu obserwuje się niekiedy wtórną inwazję pleśniawki.
Płetwy chorych ryb są blade o pofałdowanych lub lekko postrzępionych brzegach. Z trudnością przychodzi im utrzymanie normalnej pozycji, gdyż koniec ciała stale unosi się ku górze tak, że często ryba tracąc równowagę „koziołkuje przez głowę”. Mając duże trudności w pływaniu często opada na dno zbiornika.

## Zwalczanie
Profilaktyka ichtiosporidiozy w gospodarstwie hodowlanym jest dość trudna ze względu na łatwość wprowadzenia powtórnej inwazji wraz z rybami i częściami podawanymi jako pokarm.
W hodowli akwariowej ryby chore należy izolować od zdrowych, padłe ryby natychmiast odławiać i najlepiej spalić. Częste sprowadzanie nowych ryb bez odpowiedniej kwarantanny stwarza duże niebezpieczeństwo zawleczenia tej choroby.

### Leczenie
Leczenie ichtiosporidiozy nie należy do łatwych. Dobre wyniki można jedynie otrzymać w przypadku wczesnych objawów chorobowych.
W akwarystyce leczenie chorych ryb jest możliwe za pomocą środka Phenoxethol (2-phenoxyethanol). Środek ten może być podawany rybom do pokarmu, można też dać go bezpośrednio do wody akwariowej. Sporządza się go z 1% roztworu tego środka dodając 10-20 cm3 tego roztworu na 1 l wody (przez okres ok. 5 dni).
Równocześnie rybom należy podawać karmę suchą, namoczoną w 1% roztworze Phenoxetholu.
Drugim środkiem leczniczym o podobnym działaniu jest para-chloro-phenoxethol. Lek ten podaje się w ilości 50 cm³ 1 % roztworu na 1 litr wody.
Kąpiel lecznicza (2 dni) w obu przypadkach w temperaturze powyżej 25 °C.
- penicylina w postaci kąpieli, ewentualnie podawana z karmą.
- nystatyna (1 tabletka / 50 litrów wody) przez około 4 dni.
- chloromycetyna – 1 g antybiotyku na 1 kg paszy

### Profilaktyka
- Całe akwarium dezynfekować Ichtiosanem, trypaflawiną (akryflawina).
- Podłoże należy wymienić na nowe, w innym przypadku wygotować. Zbiornik dezynfekować 3% roztworem chloraminy.

## Zapobieganie powstawania choroby
- Zapobieganie zbyt gęstej obsady w akwarium.
- Usuwanie resztek pokarmowych i psujących się części roślin.
- Właściwa pielęgnacja zbiornika (akwarium) – stwarza możliwość utrzymać rybom jak największą odporność.
- Odkażanie nowego pokarmu, żywa karma (np. dafnie) pochodząca z "niepewnych" zbiorników.
- Kwarantanna nowonabytych ryb
- Zamrażanie pokarmu jeśli pochodzenie jego jest niepewne, (trzymany w temperaturze niższej od -10°C eliminuje grzyba).